# 大川亜沙奈
大川亜沙奈（おおかわ あさな）は、日本の総務官僚。相模原市副市長。

## 来歴
東京都江戸川区出身。東京大学経済学部卒業。2003年 総務省入省。自治税務局固定資産税課配属。同年8月に沖縄県企画開発部地域・離島振興局市町村課財政係。行財政全般に関わる事務について、適正に行われているか、市町村へのアドバイスなどを所管する課である。地方自治法等の資料を参考に悪戦苦闘したという。
2008年7月 総務省自治財政局公営企業課制度企画係長。地方公営企業等金融機構を担当。国立病院の経営などに携わる。
2010年4月 青森県環境生活部県民生活文化課総括副参事。2011年4月 青森県総務部市町村振興課長。
2022年4月1日 相模原市副市長（知事公室（SDGs、シビックプライド推進担当部）、財政局、市民局、こども・若者未来局、会計課、教育委員会などの事務を担当）。

## 略歴
- 2003年4月：総務省入省。自治税務局固定資産税課配属[3]。
- 2003年8月：沖縄県企画開発部地域・離島振興局市町村課財政係[4]。
- 2005年4月：環境省総合環境政策局総務課 兼 総合環境政策局環境経済課。
- 2007年4月：総務省自治行政局公務員部公務員課給与能力推進室。
- 2008年7月：総務省自治財政局公営企業課制度企画係長。
- 2009年4月：地方公営企業等金融機構資金部資金課調査役心得。
- 2009年6月1日：地方公共団体金融機構資金部資金課調査役心得。
- 2010年4月：青森県環境生活部県民生活文化課総括副参事。
- 2011年4月：青森県総務部市町村振興課長。
- 2013年4月：自治大学校教授。
- 2014年9月：総務省自治行政局公務員部福利課長補佐。
- 2022年4月1日：相模原市副市長。